# Чудна ноћ
Чудна ноћ је југословенски филм из 1990. године. Режирао га је Милан Јелић, а сценарио су писали Милан Јелић и Маја Волк.

## Радња
Студент ветерине и његова девојка срећу се у парку са Сањом, супругом његовог пријатеља. И један и други пар има љубавних и породичних проблема. Стицајем околности, студент остварује љубавну везу са Сањом. Ствари се све више компликују. И Сањин муж има љубавницу. Једне ноћи Сања одводи студента у стан своје мајке, али тамо су већ њен муж и његова љубавница. Њихов сусрет ће изазвати свађу, ударце и мирења. На крају се студент враћа својој трудној девојци, а Сања свом мужу.

## Улоге
| Глумац              | Улога                |
| ------------------- | -------------------- |
| Предраг Бјелац      | Игор                 |
| Оливера Јежина      | Сања                 |
| Милан Штрљић        | Влада                |
| Риалда Кадрић       | Миља                 |
| Мило Мирановић      | Божидар, Игоров отац |
| Ева Рас             | Сташа, Игорова мајка |
| Милена Дравић       | Клара, Сањина мајка  |
| Војка Ћордић        | Сањина кума          |
| Предраг Лаковић     | Психијатар           |
| Дубравко Јовановић  | Бане, Игоров друг    |
| Мирјана Коџић       | Професорка           |
| Наташа Лучанин      | Репортерка           |
| Добрица Јовановић   | Конобар              |
| Душан Тадић         | Милиционер 1         |
| Страхиња Мојић      | Милиционер 2         |
| Драгомир Станојевић | Таксиста             |